# Сеитаблаев, Ахтем Шевкетович
Ахте́м Шевке́тович Сеитабла́ев (крымскотат. Ahtem Şevket oğlu Seitablayev, Ахтем Шевкет огълу Сеитаблаев; род. 11 декабря 1972 года, Янгиюль) — украинский крымскотатарский киноактёр, режиссёр театра и кино, сценарист, заслуженный артист Автономной Республики Крым, заслуженный деятель искусств Украины (2024). Ведущий проекта «Храбрые сердца» на телеканале «1+1». Военнослужащий ВСУ, участник российско-украинской войны. 

## Биография
Родился в городе Янгиюль, вблизи Ташкента 11 декабря 1972 года. 
После окончания школы в 1989 году с семьёй переезжает из Узбекистана в Крым, где в 1992 году оканчивает актёрское отделение Крымского культпросветучилища (курс А. Жуковой). В 1999 году — оканчивает отделение режиссуры и драматургии Киевского государственного института театрального искусства им. Карпенко-Карого (курс Г. Кононенко).

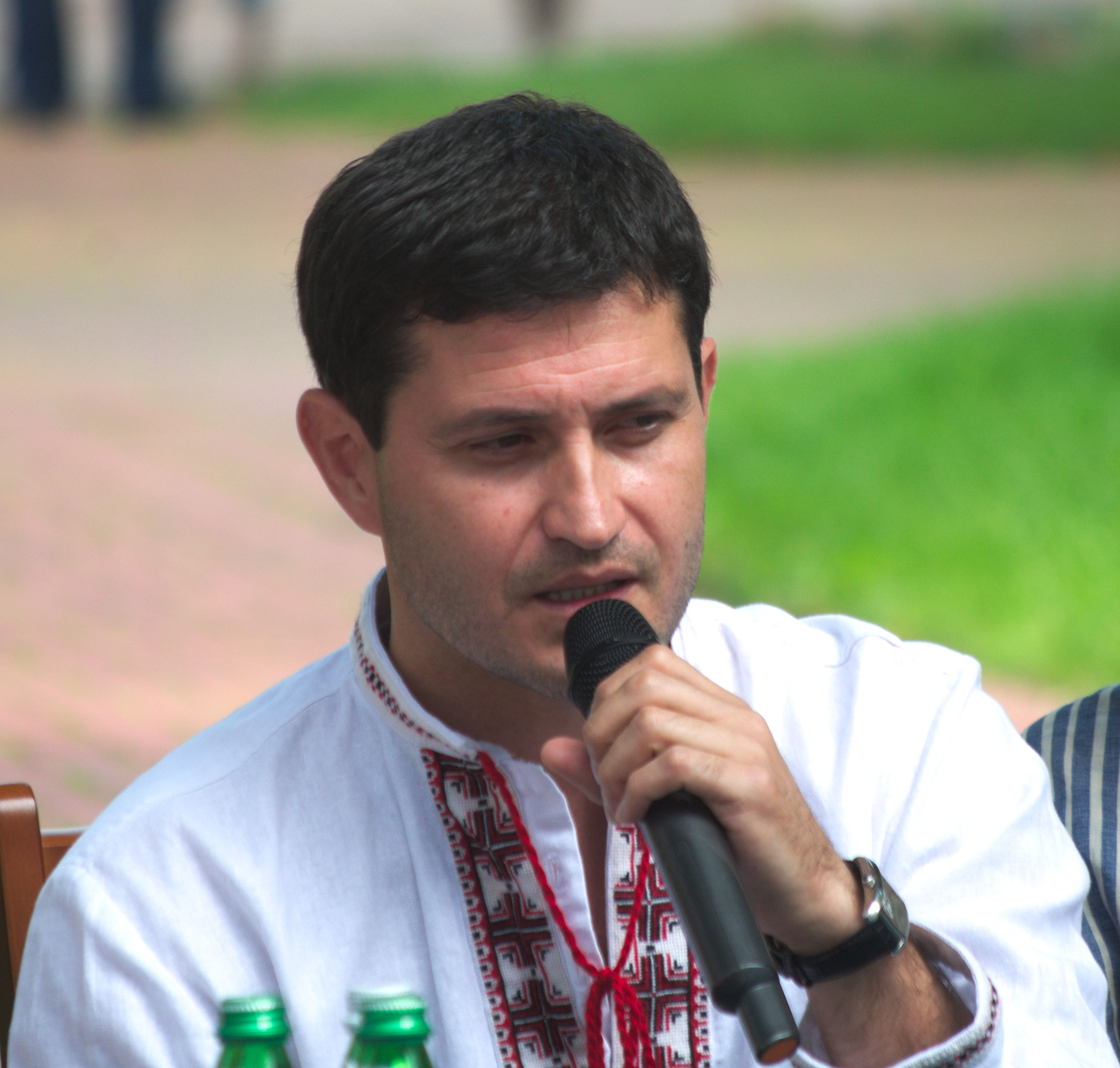
Ахтем Сеитаблаев в 2015 году

С 1992 по 2004 год работал в Симферопольском государственном крымскотатарском академическом музыкально-драматическом театре, в качестве режиссёра поставил спектакли «Моя любовь Электра» (по пьесе венгерского драматурга Ласло Дюрко), «Лесную песню» Леси Украинки, «Браво, Амадео!» (по трагедии Александра Пушкина), а также свою дипломную работу по мотивам «Бахчисарайского фонтана» Пушкина.
В 2003 году дебютировал в кинематографе, сыграв роль в украинской драматической ленте Олеся Санина «Мамай», и был вторым режиссером. В качестве второго режиссёра работал также на картинах «Мамай», «Татарский триптих»,  на телевидении (телеканал «Про-ТБ»). 
В 2007 году дебютировал как режиссер, первой работой стала телевизионная лента «Квартет для двоих».
С 2005 года работает в Театре драмы и комедии на левом берегу Днепра.
В 2017 году принял участие в проекте «Танцы со звёздами» в паре с Аленой Шоптенко, они заняли третье место.
25 февраля 2022 года, в первые дни российского вторжения в Украину, записался в ряды территориальной обороны города Киева.

## Личная жизнь
Женат на  Иванне Дядюре. Есть две дочери — Назлы (11.01.1995) и Сафие (16.12.2009), и двое сыновей — Селим и Анатолий (сын Иванны от другого отца). Свою личную жизнь семья не афиширует.

## Фильмография

### Актёрские работы
| Год       |   | Название                          | Роль                                                                      |
| --------- | - | --------------------------------- | ------------------------------------------------------------------------- |
| 2003      | ф | Мамай                             | средний брат Умай, татарский воин                                         |
| 2004      | ф | Московская сага                   | Имя персонажа не указано                                                  |
| 2004      | ф | Татарский триптих                 | стамбульский сохты / Рустем (новеллы «В путах шайтана», «Под минаретами») |
| 2005      | ф | Возвращение Мухтара-2             | Сафиуллин (44 серия «Клофелиновые сны»)                                   |
| 2005      | ф | Золотые парни                     | Имя персонажа не указано                                                  |
| 2005      | ф | Сумасбродка                       | охранник автостоянки                                                      |
| 2006      | ф | Богдан-Зиновий Хмельницкий        | Имя персонажа не указано                                                  |
| 2006      | ф | Возвращение Мухтара-3             | Тимур Хазов («Поворот» 1 и 2 серии)                                       |
| 2006      | ф | Женская работа с риском для жизни | старший лейтенант Артём Полонский                                         |
| 2007      | ф | Жажда экстрима                    | Никита                                                                    |
| 2009      | ф | Притяжение                        | Аркадий, сын Александра Николаевича                                       |
| 2009      | ф | Осенние цветы                     | мешочник в поезде                                                         |
| 2010      | ф | Актёр, или Любовь не по сценарию  | Имя персонажа не указано                                                  |
| 2011      | с | Тёмные воды                       | Имя персонажа не указано                                                  |
| 2012      | ф | Порох и дробь                     | Тимур Рамадаев (фильм 2 «Самоубийство»)                                   |
| 2012—2013 | с | Сваты 6                           | Мурат Владиленович, хозяин отеля                                          |
| 2013      | с | Одинокие сердца                   | дворник Довлат                                                            |
| 2013      | ф | Хайтарма                          | Аметхан Султан                                                            |
| 2015      | ф | Гвардия                           | татарин                                                                   |
| 2015—2016 | с | Центральная больница              | хирург Рустам Давидович Агаларов                                          |
| 2016      | ф | Я с тобой                         | Андрей Павлович                                                           |
| 2016      | ф | День независимости. Василий Стус  | Василий Стус                                                              |
| 2016      | с | На линии жизни                    | Сергей Задорожный                                                         |
| 2016      | с | Восточные сладости                | Ибрагим                                                                   |
| 2016      | ф | Правило боя                       | человек в чёрном                                                          |
| 2019      | ф | Домой                             | Мухамед                                                                   |

### Режиссёрские работы
| Год  |   | Название               | Примечание |
| ---- | - | ---------------------- | ---------- |
| 2007 | ф | Фабрика счастья        | режиссёр   |
| 2008 | ф | Операция «ЧеГевара»    | режиссёр   |
| 2009 | ф | Осенние заботы         | режиссёр   |
| 2009 | ф | Осенние цветы          | режиссёр   |
| 2001 | ф | Однажды в Новый год    | режиссёр   |
| 2011 | с | Тёмные воды            | режиссёр   |
| 2012 | ф | Чемпионы из подворотни | режиссёр   |
| 2013 | ф | Хайтарма               | режиссёр   |
| 2017 | ф | Киборги                | режиссёр   |
| 2017 | ф | Чужая молитва          | режиссёр   |
| 2019 | ф | Захар Беркут           | режиссёр   |
| 2019 | ф | Доброволец             | режиссёр   |

### Сценарные работы
| Год  |   | Название               | Примечание |
| ---- | - | ---------------------- | ---------- |
| 2009 | ф | Осенние цветы          | сценарист  |
| 2012 | ф | Чемпионы из подворотни | сценарист  |

## Театральные работы

### Актёрские работы

#### Киевский академический театр драмы и комедии на левом берегу Днепра
1. 2003 — «Море, ночь, свечи» Й. Бар-Йосефа; режиссёр Эдуард Митницкий — Ноах Гринвальд
2. 2005 — «Ромео и Джульетта» У. Шекспира; режиссёр Алексей Лисовец — Ромео
3. 2006 — «Очередь» Александра Марданя; режиссёр Дмитрий Богомазов — Он (Маляр)
4. 2006 — «Голубчики мои!..» по Ф. Достоевскому и А. Володину; режиссёр Юрий Погребничко — Кирилашвили / Свидригайлов
5. 2012 — «Обман длиною в жизнь» по повести Д. Рубиной «Двойная фамилия»; режиссёр Дмитрий Богомазов — Отец

#### Крымскотатарский академический музыкально-драматический театр
1. «Макбет» У. Шекспира — Макбет (в русскоязычном варианте), Макдуф (в крымскотатарском)
2. «Кармен» П. Мериме — Хосе
3. «Женитьба» Н. Гоголя — Кочкарёв

#### Национальный академический театр русской драмы имени Леси Украинки
1. «Завещание целомудренного бабника» А. Крыма — Монах

#### Киевская академическая мастерская театрального искусства «Созвездие»
1. «Будьте как дома» по пьесе Ж.-М. Шевре — Самир

### Режиссёрские работы в театре

#### Крымскотатарский академический музыкально-драматический театр
1. «Моя любовь Электра» Ласло Дюрко
2. «Лесная песня» Л. Украинки
3. «Бахчисарайский фонтан» А. Пушкина
4. «Браво, Амадео!» А. Пушкина
5. «Симферопольские парни» М. Гилязова

#### Татарский академический театр имени Галиаскара Камала(Казань)
1. 2002 — «Арзы кыз» М. Тарухана

## Признание и награды
- 1997, 2001 — Лауреат Государственной премии Автономной Республики Крым
- 2006 — Лауреат премии «Киевская пектораль» в категории «Лучшая мужская роль» (Ромео в спектакле «Ромео и Джульетта»)
- 2012 — Национальный конкурс ІІІ Одесского международного кинофестиваля
  - Премия «Золотой Дюк» за лучший украинский фильм «Чемпионы из подворотни»
- 2017 — Орден «За заслуги» ІІІ степени[5]
- 2020 — Лауреат премии «Золотая дзига».
- 2020 — Лауреат премии имени Василия Стуса.[6]
- 2024 — Заслуженный деятель искусств Украины[7]